# Center for Security Studies
Il Center for Security Studies (CSS) è un centro di eccellenza al Politecnico federale di Zurigo (ETH Zürich) che si specializza in sicurezza Svizzera e internazionale.
Il CSS è stato fondato nel 1986 di Prof. Dr. Kurt Spillmann, e dal 2002 è diretto dal Prof. Dr. Andreas Wenger.
Il CSS fa parte del dipartimento dell’ETH Zürich che comprende le scienze umanistiche, sociali e politiche (D-GESS). Insieme alle cattedre di scienza politica presso l’ETH Zürich e l’Università di Zurigo, costituisce il Center for Comparative and International Studies (CIS).
Il CSS offre competenze specialistiche in materia di politica di sicurezza, che vengono applicate nella ricerca, nell’insegnamento, e nelle attività di consulenza. Il CSS promuove la comprensione delle sfide nella politica di sicurezza – è un centro di ricerca indipendente, orientato a problemi pratici ma allo stesso tempo radicato nell’approccio scientifico. Unendo la ricerca con la consulenza politica, Il CSS fa il ponte fra la scienza e la pratica. Forma dei ricercatori altamente qualificati e serve come punto di contatto e d’informazione per il pubblico interessato.
Il CSS ha mantenuto un’associazione strategica con il Dipartimento federale della difesa, della protezione della popolazione e dello sport (DDPS) dal 2004 e un’associazione analoga con il Dipartimento federale degli affari esteri (DFAE) dal 2012.